# NGC 2354
NGC 2354 est un jeune amas ouvert, situé dans la constellation du Grand Chien. Il a été découvert par l'astronome germano-britannique William Herschel en 1785.
NGC 2354 est à environ 4 085 pc (∼13 300 al) du système solaire et les dernières estimations donnent un âge de 134 millions d'années. La taille apparente de l'amas est de 18 minutes d'arc, ce qui, compte tenu de la distance, donne une taille réelle maximale d'environ 70 années-lumière.
Selon la classification des amas ouverts de Robert Trumpler, cet amas renferme entre 50 et 100 étoiles (lettre m) dont la concentration est moyennement faible (III) et dont les magnitudes se répartissent sur un intervalle moyen (le chiffre 2).